# Jean-Pierre Wils
Jean-Pierre Wils (* 1957 in Geel) ist ein belgischer Hochschullehrer, Philosoph, Medizinethiker und Theologe, der 2009 aus der römisch-katholischen Kirche austrat. Er ist Professor an der Radboud-Universität Nijmegen und lebt in Deutschland.

## Leben
Wils studierte Philosophie und katholische Theologie in Löwen und Tübingen, wo er 1987 in Theologie promovierte und 1990 seine Habilitation erfolgte. Von 1990 bis 1995 war er Werner-Heisenberg-Stipendiat der Deutschen Forschungsgemeinschaft (DFG). Er lehrte als Professor in Tübingen, Ulm und Freiburg und seit 1996 in Nijmegen. Neben seiner Funktion als Ordinarius für „theologische Ethik“ an der Fakultät der Theologie und als Ordinarius für „Kulturtheorie der Moral unter besonderer Berücksichtigung der Religion“ an der Fakultät der Religionswissenschaften der Radboud-Universität Nijmegen war er bis 2006 wissenschaftlicher Direktor des Interdisziplinären Ethikzentrums. Er veröffentlichte mehrere Bücher sowie zahlreiche Aufsätze zur theologischen und philosophischen Ethik.
Wils ist verheiratet und lebt in Kranenburg.

## Positionen
Wils gilt als Befürworter der niederländischen Regelung zur Sterbehilfe, nach der aktive Euthanasie unter bestimmten Voraussetzungen zulässig ist. In Deutschland werde die Diskussion über Sterbehilfe seiner Meinung nach „vorwiegend in der kantianisch-christlichen Tradition“ geführt, während in anderen Staaten eher in der Tradition des europäischen Liberalismus debattiert werde und der Einzelne über seinen eigenen Körper souverän entscheiden könne. Es sei, so Wils „nicht ausgemacht, welche Kultur die richtige ist“.
Hinsichtlich des Sachverhalts der Gotteslästerung lehnt er nicht nur deren strafrechtliche Verfolgung, sondern generell deren Justiziabilität ab. In einem Staat, der Religion zur Privatsache erkläre und verschiedene Gottesvorstellungen wie auch atheistische Gesinnungen toleriere, könne es ein solches Delikt nicht geben. Ein solcher Staat habe sich daher neutral gegenüber den religiösen und weltanschaulichen Überzeugungen seiner Bürger zu verhalten.
Wils trat im Januar 2009 aus Protest gegen die Entscheidung von Papst Benedikt XVI., die Exkommunizierung der Bischöfe der traditionalistischen Priesterbruderschaft St. Pius X., darunter des Holocaustleugners Richard Williamson, aufzuheben, aus der katholischen Kirche aus. Er begründete den Kirchenaustritt damit, dass er „nicht mehr mit dem anti-modernen, anti-pluralistischen und totalitären Geist dieser Kirche identifiziert werden“ wolle.

## Veröffentlichungen
- Sittlichkeit und Subjektivität. Zur Ortsbestimmung der Ethik im Strukturalismus, in der Subjektivitätsphilosophie und bei Schleiermacher. Universitätsverlag, Freiburg (Schweiz) 1987, ISBN 3-7278-0531-5.
- mit Dietmar Mieth (Hrsg.): Ethik ohne Chance? Erkundungen im technologischen Zeitalter. Attempto, Tübingen 1989, ISBN 3-89308-043-0; 2. erweiterte und überarbeitete Auflage ebd. 1991, ISBN 3-89308-136-4.
- „Ästhetische Güte“. Philosophisch-theologische Studien zu Mythos und Leiblichkeit im Verhältnis von Ethik und Ästhetik. Fink, München 1990, ISBN 3-7705-2641-4.
- Verletzte Natur. Ethische Prolegomena. Lang, Frankfurt am Main [u. a.] 1991, ISBN 3-631-43332-8.
- mit Dietmar Mieth: Grundbegriffe der christlichen Ethik. Schöningh, Paderborn [u. a.] 1992, ISBN 3-506-99419-0.
- (Hrsg.): Natur als Erinnerung? Annäherung an eine müde Diva. Attempto, Tübingen 1992, ISBN 3-89308-152-6.
- (Hrsg.): Ankündigung der Sterblichkeit. Wandlungen der Religion; Gestaltungen des Heiligen. Attempto, Tübingen 1992, ISBN 3-89308-148-8.
- (Hrsg.): Orientierung durch Ethik? Eine Zwischenbilanz. Schöningh, Paderborn [u. a.] 1993, ISBN 3-506-79752-2.
- Die grosse Erschöpfung. Kulturethische Probleme vor der Jahrtausendwende. Schöningh, Paderborn [u. a.] 1994, ISBN 3-506-79754-9.
- Warum denn Theologie? Versuche wider die Resignation. Attempto, Tübingen 1996, ISBN 3-89308-238-7.
- (Hrsg.): Anthropologie und Ethik. Biologische, sozialwissenschaftliche und philosophische Überlegungen. Francke, Tübingen/Basel 1997, ISBN 3-7720-2619-2.
- Die Moral der Sinne. Essays. Klöpfer und Meyer, Tübingen 1999, ISBN 3-931402-48-7.
- Sterben. Zur Ethik der Euthanasie. Schöningh, Paderborn [u. a.] 1999, ISBN 3-506-79749-2.
- Handlungen und Bedeutungen. Reflexionen über eine hermeneutische Ethik. Universitätsverlag, Freiburg (Schweiz) 2001, ISBN 3-7278-1355-5.
- (Hrsg.): Die Moral der Religion. Kritische Sichtungen und konstruktive Vorschläge. Schöningh, Paderborn [u. a.] 2004, ISBN 3-506-71796-0.
- (Hrsg.): Die kulturelle Form der Ethik. Der Konflikt zwischen Universalismus und Partikularismus. Academic Press Fribourg, Freiburg (Schweiz) 2004, ISBN 3-7278-1494-2.
- Versuche über Ethik. Academic Press Fribourg, Freiburg (Schweiz) 2005, ISBN 3-7278-1500-0.
- mit Michael Zahner (Hrsg.): Theologische Ethik zwischen Tradition und Modernitätsanspruch. Festschrift für Adrian Holderegger zum sechzigsten Geburtstag. Academic Press Fribourg, Freiburg (Schweiz) 2005, ISBN 3-7278-1520-5.
- Nachsicht. Studien zu einer ethisch-hermeneutischen Basiskategorie. Schöningh, Paderborn [u. a.] 2006, ISBN 3-506-72935-7.
- mit Christoph Hübenthal (Hrsg.): Lexikon der Ethik. Schöningh, Paderborn [u. a.] 2006, ISBN 978-3-506-79753-7.
- Gotteslästerung. Verlag der Weltreligionen, Frankfurt am Main/Leipzig 2007, ISBN 978-3-458-71006-6.[5]
- Ars moriendi. Über das Sterben. Insel, Frankfurt am Main/Leipzig 2007, ISBN 978-3-458-17375-5.[6]
- Kunst. Religion. Klöpfer & Meyer, Tübingen 2014, ISBN 978-3-86351-082-4.
- mit Chris Bremmers, Andrew Smith (Hrsg.): Beyond Nihilism? (= libri nigri Band 66). Verlag Traugott Bautz, Nordhausen 2018, ISBN 978-3-95948-342-1.
- Sich den Tod geben. Suizid – eine letzte Emanzipation? Hirzel, Stuttgart, 2021, ISBN 978-3-7776-2973-5.
- Der große Riss. Wie die Gesellschaft auseinanderdriftet und was wir dagegen tun müssen. Ein Essay. Hirzel, Stuttgart, 2022, ISBN 978-3-7776-2918-6.
- Warum wir Trost brauchen: auf den Spuren eines menschlichen Bedürfnisses. Hirzel, Stuttgart, 2023, ISBN 978-3-7776-3369-5.
- Verzicht und Freiheit: Überlebensräume der Zukunft. Hirzel, Stuttgart, 2024, ISBN 978-3-7776-3496-8.